# 八重洲ブックセンター
株式会社八重洲ブックセンター（やえすブックセンター）は、首都圏を中心にチェーン展開する日本の書店である。鹿島建設グループ。

## 概要
鹿島建設社長・鹿島守之助の「どんな本でもすぐ手に入るような書店が欲しい」との遺志を受け継ぎ、赤坂へ移転した八重洲の同社旧本社跡地に世界一の売り場面積を持つ書店をつくろうと計画され、当時流通する20万点の本を常備しようと構想（展示冊数は40万冊）は画期的なものであった。しかし、日本書店商業組合連合会（日書連）や書店組合の反対にあい、売り場面積を半分にして、1978年9月18日に日本最大の書店として開業した。開店後1年間の入店者数は約1000万人、売れた本は約500万冊であった。
あらゆる書籍を取り揃えるために通常の書店とは異なり買取仕入が主体で、120万冊ともいわれる膨大な在庫量を誇る。
首都圏にチェーン展開しており（以前は全国）、イトーヨーカドー等の商業施設にテナントとして出店している。

### 八重洲本店
八重洲本店が旗艦店舗であり、書店名および会社名の由来となっている。都内有数の大型書店であり、大型店の先駈けとなった。土地柄、ビジネスマンの利用が多いため、ビジネス書の在庫数は国内随一を誇り、ベストセラーはビジネス書が上位を占める。周辺のオフィスが休みとなる日曜日は、1990年代前半まで休業していた。
ビジネス書関連の講演会やサイン会などのイベントが頻繁に開催され、その他強みを持っているジャンルとしてパソコン関連、各種専門書、文芸書のほか、観光客が多く利用するため、旅行ガイドの在庫も多い。また近年は家族連れや外国人客も増加していた。そうした客層の変化に対応して、2016年に文芸書を1階から5階へ、2017年には旅行ガイドと雑誌を1階に移設した。
本店ビル所在地などは、鹿島建設や住友不動産などが進める「八重洲二丁目中地区」の計画地にあたるため、2023年2月に本部事務所を神田須田町に移転し、本店も3月末で一時閉店した。跡地には2028年度の完成予定で43階建ての複合ビルが建てられるが、新本店は入居を予定する。その間は仮営業を目指すことになり、2024年6月に東京駅構内のグランスタ八重洲に出店した。

### 各種サービス
電子マネーのQUICPay・Edy・Suicaが使用可能である。ルミネ荻窪店は、駅ビルを運営するルミネが発行するルミネカードを提示した場合、サービスとして会計が割引される。
2016年10月にポイントカードを導入し、荻窪店と日本橋店を除き全店で使用可能である。

### トーハンへの株式譲渡
2016年6月1日、トーハンが八重洲ブックセンターの親会社である鹿島建設グループから発行済株式の49％を譲受したと発表し、7月1日にトーハンの山崎厚男元会長が八重洲ブックセンターの社長に就任した。八重洲ブックセンターはトーハンが主導して業績を改善する。

## 店舗

### 店舗一覧
- ルミネ荻窪店（ルミネの組織変更に伴い、「荻窪ルミネ店」から名称変更。ルミネ#沿革を参照）
- 石神井公園店
- アリオ葛西店
- イトーヨーカドー武蔵境店（2010年3月19日に新規開店）
- 京急百貨店上大岡店
- イトーヨーカドー上永谷店
- 宇都宮パセオ店
- フルルガーデン八千代店
- 阿佐ヶ谷店
2024年1月8日での閉店を予告していた阿佐ケ谷駅南口の「書楽（しょがく）」の店舗を八重洲ブックセンターが引き継ぐことになり[11]、一旦閉店後、レジの改修などを経て、2月10日から八重洲ブックセンター阿佐ヶ谷店として営業を再開した[12]。
- グランスタ八重洲店（2024年6月14日新規開店）

### 閉店した店舗
- 汐留メディアタワー店 - 2007年1月31日 閉店
- 横浜関内店 - 2008年1月31日 閉店
- 八重洲地下街店 - 2009年2月28日 閉店
- 福岡三越店 - 2001年2月28日 閉店
- 郡山うすい店 - 2010年9月23日 閉店
- 丸井柏店 - 2016年3月28日 閉店
- 日比谷シャンテ店 - 2017年8月31日 閉店
- 恵比寿三越店 - 2017年9月30日 閉店
- イトーヨーカ堂拝島店 - 2018年9月30日 閉店
- 日本橋三越店 - 2020年1月7日 閉店

### 休業中の店舗
- 本店 - 2023年3月31日 一時閉店[注釈 1]